# Vespa soror
Vespa soror, im Englischen auch als Southern Giant Hornet ("Südliche Riesenhornisse") bezeichnet, ist eine Hornissenart, die in Indien, Nord-Thailand, Laos, Nord-Vietnam und Teilen von Südchina, einschließlich Hongkong, Guangdong, Fujian und Hainan Island, vorkommt.
Vespa soror ist eine der größten Hornissenarten, jedoch kleiner als die Asiatische Riesenhornisse (Vespa mandarinia). Die Körperlänge der Arbeiterinnen variiert zwischen 26 und 35 mm, während diejenige der Königinnen zwischen 39 und 46 mm beträgt. Ihre Nester befinden sich in der Regel unterirdisch und sind in bewaldeten Gebieten zu finden.
Sie sind aggressive Jäger und wurden dabei beobachtet, dass sie Nester von Honigbienen, Wespen und kleineren Hornissenarten angreifen. Sie jagen auch Mantiden, Libellen, Schmetterlinge, Heuschrecken und kleine Wirbeltiere wie Geckos.

## Jagd auf Honigbienen
Vespa soror greift oft in Gruppen Bienenvölker an, indem sie auf den Eingängen landen, diese anknabbern, erwachsene Verteidiger massakrieren und die Kadaver und Brut wegtragen, was zur Zerstörung eines ganzen Bienenstocks führen kann. Während des Beutezugs reiben sie ihre Abdomen am Bienenstock und an nahegelegener Vegetation, was ein Rekrutierungssignal sein könnte, um andere Vespa soror-Arbeiterinnen zum Angriff zu locken. Eine Verteidigungstechnik von Apis cerana-Bienen, die sich als weit verbreitet in Vietnam erwiesen hat und auch in China, Thailand, Bhutan und Nepal berichtet wurde, besteht darin, Flecken von Tierexkrementen von etwa 2 mm Durchmesser um den Eingang zu den Bienenstöcken anzubringen. Dies ist das erste Mal, dass Honigbienen berichtet wurden, Werkzeuge oder nicht-pflanzliche Substanzen zu verwenden, obwohl dies bei anderen verwandten Bienenarten berichtet wurde (z. B.,). Die Bienen versehen ihre Bienenstöcke nur mit Flecken, nachdem sie Besuch von Raubhornissen erhalten haben. Es wurde beobachtet, dass Hornissen, die bemerkt wurden, weniger als die Hälfte der Zeit an den Nesteingängen verbringen und 94 % weniger Zeit damit verbringen, versuchen, sich ihren Weg hineinzukauen. Der Grund für die Wirksamkeit ist nicht bekannt.

## Verbreitung

### Eingeschleppt
Es wird nicht angenommen, dass Vespa soror etablierte eingeführte Populationen hat – auch nicht in Nordamerika Dort, wo der nahe verwandte Vespa mandarinia eingeführt wurde, gibt es keine etablierten Populationen von Vespa soror. Es wurde jedoch eine Königin im Mai 2019 im Hafen von Vancouver in British Columbia, Kanada gefunden. Es wird angenommen, dass dies mit dem Hafen und nicht mit einer breiteren Bevölkerung in Nordamerika zusammenhängt.
Auch in Europa wurde die Art bereits nachgewiesen: In Asturien (Nordspanien) wurden zwei Arbeiterinnen im März 2022 und zwei weitere im Oktober 2023 gesichtet. Auch wenn noch keine Kolonie wissenschaftlich bestätigt wurde, lassen die Zeitpunkte der Funde von Arbeiterinnen den Rückschluss zu, dass mindestens eine Kolonie einen Vermehrungszyklus vollendet hat.

## Verwendung
Die Larven und Puppen werden in China und Laos, hier auch die jungen Erwachsenen, gegessen.